# Laotiaans Front voor Nationale Opbouw
Het Laotiaans Front voor Nationale Opbouw (Laotiaans: ແນວລາວສ້າງຊາດ, Neo Lao Sang Xat; Frans: Front lao pour la construction nationale, FLCN) is een communistische koepelorganisatie in de Democratische Volksrepubliek Laos. 

## Doelstelling
Het FLCN, opgericht in 1979, wordt geleid door de Laotiaanse Revolutionaire Volkspartij (de communistische partij) en omvat verschillende massaorganisaties zoals vakverenigingen, jeugdbonden en de nationale vrouwenorganisatie. Sinds 1988 zijn alle organisaties die etnische minderheden vertegenwoordigen aangesloten bij het FLCN. Ook organiseert het Front sport- en culturele evenementen. 
Voorlopers van het FLCN waren het Vrije Laotiaanse Front (1950-1955) en het Laotiaans Patriottisch Front (1955-1979).
Het FLCN gaat ook over religieuze aangelegenheden. Het is voor religieuze groeperingen in het land noodzakelijk om te zijn geregistreerd bij het Front. 
Enkele bij het FLCN aangesloten massaorganisaties:
- Laotiaanse Confederatie van Vakverenigingen (1955-): telt 178.000 leden;
- Laotiaanse Volksrevolutionaire Jeugdunie (1955-): telt 243.500 leden en staat open voor jongeren van 15 tot 25 jaar;
- Jonge Pioniers : voor kinderen onder de tien jaar
- Laotiaanse Vrouwenunie (1955-): telt 600.000 leden[4]

De door het Front gecontroleerde (en legaal opererende) religieuze organisaties:
- Laotiaanse Boeddhistische Coalitie;
- Rooms-Katholieke Kerk;
- Laotiaanse Evangelische Kerk.

## Lijst van voorzitters
| Voorzitters van het Permanente Comité van het FLCN | Voorzitters van het Permanente Comité van het FLCN | Voorzitters van het Permanente Comité van het FLCN |
| Naam                                               | Periode                                            |                                                    |
| -------------------------------------------------- | -------------------------------------------------- | -------------------------------------------------- |
| Prins Souphanouvong                                | 1979–1986                                          |                                                    |
| Phoumi Vongvichit                                  | 1986–1991                                          |                                                    |
| Maisouk Xaysompheng                                | 1991-1996                                          |                                                    |
| Oudom Khattiya                                     | 1996–1998                                          |                                                    |
| Sisavath Keobounphanh                              | 2001–2011                                          |                                                    |
| Phandoungchit Vongsa                               | 2011–2016                                          |                                                    |
| Xaysomphone Phomvihane                             | 2016–heden                                         |                                                    |

## Verkiezingsresultaten
Verkiezingen in Laos vinden plaats op basis van een kandidatenlijst die is opgesteld met kandidaten die zijn aangesloten bij het FLCN. De meeste kandidaten zijn daarnaast lid van de communistische partij, maar er is op de kieslijst ook ruimte voor enkele onafhankelijke kandidaten. Bij de laatste verkiezingen in 2016 werden alle 149 kandidaten van het FLCN in de Nationale Vergadering gekozen, waarvan er 144 lid zijn van de communistische Revolutionaire Volkspartij en vijf partijloos.
| Zetelverdeling Nationale Vergadering | Zetelverdeling Nationale Vergadering | Zetelverdeling Nationale Vergadering | Zetelverdeling Nationale Vergadering |
| jaar                                 | %                                    | zetels                               | totaal                               |
| ------------------------------------ | ------------------------------------ | ------------------------------------ | ------------------------------------ |
| 1989                                 | 100                                  | 79                                   | 79                                   |
| 1992                                 | 100                                  | 85                                   | 85                                   |
| 1997                                 | 100                                  | 99                                   | 99                                   |
| 2002                                 | 100                                  | 109                                  | 109                                  |
| 2006                                 | 100                                  | 115                                  | 115                                  |
| 2011                                 | 100                                  | 132                                  | 132                                  |
| 2016                                 | 100                                  | 149                                  | 149                                  |

## Verwijzingen
1. ↑  International Work Group for Indigenous Affairs: The Constitutional and Political System - gearchiveerd op 2 juni 2010
2. ↑  The Laotian Times: The Role of the Lao Front for National Construction - 10 augustus 2016. Gearchiveerd op 6 juni 2023.
3. ↑  Ibidem
4. ↑  Lao PDR Women's Union (LWU)